# Prix Victor-Barbeau
Pour les articles homonymes, voir Victor Barbeau et Barbeau.
Pour un article plus général, voir Académie des lettres du Québec.
Le prix Victor-Barbeau est un prix littéraire québécois décerné chaque année à un auteur pour un essai qui est jugé de très grande qualité par un jury formé de trois membres de l'Académie des lettres du Québec. Le nom du prix rend hommage à l'écrivain et philosophe Victor Barbeau.

## Liste des lauréats
| Année | Titre                                                                                  | Auteur(s)                                  |
| ----- | -------------------------------------------------------------------------------------- | ------------------------------------------ |
| 1988  | Du Canada au Québec                                                                    | Heinz Weinmann                             |
| 1989  | L'Écologie du réel                                                                     | Pierre Nepveu                              |
| 1990  | Lire le fragment. Transfert et théorie de la lecture chez Roland Barthes               | Ginette Michaud                            |
| 1991  | A History of Archaeological Thought                                                    | Bruce G. Trigger                           |
| 1992  | L'Amour du pauvre                                                                      | Jean Larose                                |
| 1993  | Judith Jasmin, de feu et de flamme                                                     | Colette Beauchamp                          |
| 1994  | Les Arts visuels au Québec dans les années soixante                                    | Francine Couture                           |
| 1995  | Du stéréotype à la littérature                                                         | Daniel Castillo Durante                    |
| 1996  | L'Oumigmatique ou l'Objectif documentaire                                              | Pierre Perrault                            |
| 1997  | L'Envol des signes. Borduas et ses lettres                                             | Gilles Lapointe                            |
| 1998  | Le Fils du notaire : Jacques Ferron, 1921-1949, genèse intellectuelle d'un écrivain    | Marcel Olscamp                             |
| 1999  | Nationalité et Modernité                                                               | Daniel Jacques                             |
| 2000  | Fractions 2                                                                            | Jean Marcel                                |
| 2001  | L'Humanité improvisée                                                                  | Pierre Vadeboncœur                         |
| 2002  | L'Entretien du désespoir                                                               | René Lapierre                              |
| 2003  | Exercices de désœuvrement                                                              | Robert Melançon                            |
| 2003  | Un temps éventuel                                                                      | Michel van Schendel                        |
| 2004  | La Distance habitée                                                                    | François Paré                              |
| 2005  | Une politique de la douceur                                                            | Paul Chamberland                           |
| 2006  | Condamner à mort. Le Meurtre et la Loi à l'écran                                       | Catherine Mavrikakis                       |
| 2007  | La Prison magique                                                                      | Charlotte Melançon                         |
| 2008  | Pierres de touche                                                                      | Roland Bourneuf                            |
| 2009  | La Fatigue d'être. Saint-Denys Garneau, Claude Gauvreau, Hubert Aquin                  | Jacques Beaudry                            |
| 2010  | Le Complexe d'Hermès - Regards philosophiques sur la traduction                        | Charles Le Blanc                           |
| 2011  | La Conscience du désert                                                                | Michel Biron                               |
| 2012  | Espaces artistiques et modèles pionniers. Tom Thompson et Jean-Paul Riopelle           | Louise Vigneault                           |
| 2013  | Chemins perdus, chemins trouvés                                                        | Jacques Brault                             |
| 2014  | Le Naufragé du vaisseau d'or                                                           | Yvette Francoli                            |
| 2015  | Vortex : La vérité dans le tourbillon de l'information                                 | Michel Lemay                               |
| 2016  | Le Roman sans aventure                                                                 | Isabelle Daunais                           |
| 2017  | Vies livresques                                                                        | Robert Lévesque                            |
| 2018  | Le Peuple rieur                                                                        | Serge Bouchard et Marie-Christine Lévesque |
| 2019  | L'Âge de l'irréalité : Solitude et Empaysagement au Canada français 1860-1930          | Vincent Lambert                            |
| 2020  | De préférence la nuit                                                                  | Stanley Péan                               |
| 2021  | L’Œil du maître : Figures de l’imaginaire colonial québécois                           | Dalie Giroux                               |
| 2022  | Vie(s) d’Eugène Seers / Louis Dantin : une biochronique littéraire                     | Pierre Hébert                              |
| 2023  | L’île aux démons – et autres mirages cartographiques de l’Amérique du Nord (1507-1647) | Alban Berson                               |
| 2024  | Faire œuvre à deux : le livre surréaliste au féminin                                   | Andrea Oberhuber                           |